# Niederplanken
Niederplanken war eine Hofschaft in der Stadt Halver im Märkischen Kreis im Regierungsbezirk Arnsberg in Nordrhein-Westfalen (Deutschland). Der Wohnplatz fiel 1911 wüst.

## Lage und Beschreibung
Niederplanken lag auf einer Höhe von 380 m ü. NHN im westlichen Halver westlich von Hohenplanken an der Stadtgrenze zu Wipperfürth. Weitere Nachbarorte waren Auf der Bever, Büchenbaum, Auf den Eicken, Stöcken und der Wipperfürther Ort Kahlenberg.

## Geschichte
Niederplanken wurde erstmals 1550 urkundlich erwähnt, die Entstehungszeit der Siedlung wird aber für den Zeitraum zwischen 1400 und 1500 in der Folge der späten mittelalterlichen Ausbauperiode vermutet. Der Hof war ein Abspliss der Höfe Dornbach oder Hohenplanken.
1818 lebten acht Einwohner im Ort. 1838 gehörte Niederplanken der Eickhöfer Bauerschaft innerhalb der Bürgermeisterei Halver an. Der laut der Ortschafts- und Entfernungs-Tabelle des Regierungs-Bezirks Arnsberg als Kotten kategorisierte Ort besaß zu dieser Zeit ein Wohnhaus, eine Fabrik bzw. Mühle und zwei landwirtschaftliche Gebäude. Zu dieser Zeit lebten sieben Einwohner im Ort, allesamt evangelischen Glaubens.
Das Gemeindelexikon für die Provinz Westfalen von 1887 gibt eine Zahl von sieben Einwohnern an, die in einem Wohnhaus lebten.